# José Dimas Cedeño
Monseñor José Dimas Cedeño Delgado (Peña Blanca, provincia de Los Santos; 23 de julio de 1933)  arzobispo emérito  de la Arquidiócesis de Panamá de 1994 a 2010.

## Biografía
Nació en Peña Blanca de Las Tablas, Provincia de Los Santos, República de Panamá. Fue arzobispo de la Arquidiócesis de Panamá entre 1994 y 2010, su renuncia fue aceptada por el Papa Benedicto XVI, por razones de edad. 
Benedicto nombró a uno de los obispos auxiliares del arzobispo, el Monseñor José Domingo Ulloa Mendieta, para servir como el próximo Arzobispo Metropolitano de Panamá. 
Cedeño fue ordenado sacerdote el 25 de junio de 1961 y fue consagrado obispo de la Diócesis de Santiago de Veraguas, en 1975. Cedeño sucedió a Marcos Gregorio McGrath como arzobispo de Panamá, el 18 de abril de 1994.